# Delphinium kurdicum
Delphinium kurdicum là một loài thực vật có hoa trong họ Mao lương. Loài này được Boiss. & Hohen. mô tả khoa học đầu tiên năm 1843.